# Alcobaça Clube de Ciclismo
O Alcobaça Clube de Ciclismo é um clube de ciclismo de Alcobaça fundado a 14 de Janeiro de 2003. A sua equipa principal fez parte da categoria UCI Continental até ao final da época de 2006, altura em que a equipa profissional foi extinta, participando nas diversas provas nacionais e internacionais.
Participou da tradicional Volta ao Algarve.
Em seu último ano, conquistou o terceiro lugar na Volta à Extremadura.
Actualmente dedica-se à formação.

## Palmarés
- 2005[6]
  - Vitória 4ª etapa da Volta a Portugal de 2004
  - Vitória Campeonato Nacional de Contra-Relógio por Joaquim Andrade

- 2006[7]
  - Vitória 3ª etapa da Volta Internacional de São Paulo
  - Vitória 4ª etapa da Vuelta Internacional a Extremadura
  - Vitória Campeonato Nacional de Contra-Relógio por Hélder Miranda

## Equipa 2006
Em seu último ano, sua formação era a seguinte:
| Nome              | Idade | Nacionalidade | Equipa em 2005        |
| Andrei Zintchenko | 32    | Rússia        | Maia-Milaneza         |
| Bruno Rufino      | 21    | Portugal      | Aguias Alpiarça       |
| Bruno Sá          | 23    | Portugal      |                       |
| Claudio Paulinho  | 24    | Portugal      |                       |
| Helder Miranda    | 26    | Portugal      |                       |
| Hugo Vitor        | 28    | Portugal      | Carvalhelhos-Boavista |
| Joaquim Andrade   | 36    | Portugal      |                       |
| Mario Figueiredo  | 22    | Portugal      | Fonotel               |
| Micael Isidoro    | 23    | Portugal      |                       |
| Luis Sarreira     | 33    | Portugal      |                       |
| Pedro Soeiro      | 30    | Portugal      | Carvalhelhos-Boavista |
| Rui Carneiro      | 23    | Portugal      |                       |
| Rui Lavarinhas    | 35    | Portugal      |                       |

Director Desportivo: Vitor Gamito

## Ligações Externas
- Site Oficial